# 1997年の鉄道
1997年の鉄道（1997ねんのてつどう）とは、1997年（平成9年）に起こった鉄道関係の出来事をまとめたページである。
1996年の鉄道 - 1997年の鉄道 - 1998年の鉄道

## 出来事の一覧

### 1月
- 1月1日
  - ソウル特別市地下鉄公社
    - （営業休止） 合井駅（折り返し設備設置のため。同年2月14日まで）

### 2月
- 2月8日
  - 名古屋鉄道
    - （複線化） 小牧線 二子信号場 - 味美駅
    - （信号場新設） 二子信号場（小牧線 味鋺駅 - 味美駅間）
- 2月15日
  - ソウル特別市地下鉄公社
    - （営業再開） 合井駅（折り返し設備設置のため同年1月1日から休止）

### 3月
- 3月8日
  - 西日本旅客鉄道
    - （路線開業） JR東西線 京橋駅 - 尼崎駅 (12.5km)
    - （新駅開業） 大阪城北詰駅、大阪天満宮駅、北新地駅、新福島駅、海老江駅、御幣島駅、加島駅（JR東西線）
    - （新駅開業） JR藤森駅（奈良線 桃山駅 - 稲荷駅間）
    - （接続駅開業） 今宮駅（大阪環状線 芦原橋駅 - 新今宮駅間）
    - （駅名改称） 京田辺駅 ← 田辺駅、JR三山木駅 ← 上田辺駅（片町線）
    - （路線廃止） 片町線 京橋駅 - 片町駅 (0.5km)
    - （駅廃止） 片町駅（片町線）
    - 自動改札システム「Jスルー」開始。
- 3月16日
  - 新潟交通
    - （新駅開業） ときめき駅（電車線 寺地駅 - 焼鮒駅間）
- 3月22日
  - 北海道旅客鉄道
    - （高速化） 石勝線 南千歳駅 - 上落合信号場
    - （高速化） 根室本線 上落合信号場 - 釧路駅

  - 東日本旅客鉄道
    - （開業） 秋田新幹線 盛岡駅 - 大曲駅 - 秋田駅 (127.3km)
    - （改軌） 奥羽本線 大曲駅 - 秋田駅上り線 (1435mm ← 1067mm)・神宮寺駅 - 峰吉川駅間下り線を三線軌条化。
    - （改軌・運転再開） 田沢湖線 盛岡駅 - 大曲駅 (1435mm ← 1067mm。改軌工事のため前年3月30日から運休していた)
    - （駅名改称） 大谷海岸駅←大谷駅（気仙沼線）
    - （駅名改称） 西大崎駅 ← 上岩出山駅、上野目駅 ← 西岩出山駅、川渡温泉駅 ← 川渡駅、鳴子御殿湯駅 ← 東鳴子駅、鳴子温泉駅 ← 鳴子駅、中山平温泉駅 ← 中山平駅（陸羽東線）

  - 九州旅客鉄道
    - （新駅開業） 一本松駅（日田彦山線 香春駅 - 田川伊田駅間）

  - 北越急行
    - （新線開業） ほくほく線 六日町駅 - 犀潟駅 (59.5km)
    - （新駅開業） 六日町駅、魚沼丘陵駅、美佐島駅、しんざ駅、十日町駅、まつだい駅、ほくほく大島駅、虫川大杉駅、うらがわら駅、大池いこいの森駅、くびき駅、犀潟駅（ほくほく線）
    - （信号場新設） 赤倉信号場、薬師峠信号場、儀明信号場（ほくほく線）

  - 松浦鉄道
    - （新駅開業） 黒川駅（西九州線 三代橋駅 - 蔵宿駅間）

  - 平成筑豊鉄道
    - （新駅開業） ふれあい生力駅（伊田線 市場駅 - 赤池駅間）
    - （新駅開業） 松山駅（糸田線 豊前大熊駅 - 糸田駅間）
- 3月25日
  - 東武鉄道
    - （複々線化） 伊勢崎線 草加駅 - 越谷駅
    - （新駅開業） 板倉東洋大前駅（日光線 柳生駅 - 藤岡駅間）
- 3月28日
  - 台北大衆捷運公司
    - （新線開業） 淡水線 淡水駅 - 中山駅
    - （新駅開業） 淡水駅、紅樹林駅、竹囲駅、関渡駅、忠義駅、復興崗駅、北投駅、奇岩駅、唭哩岸駅、石牌駅、明徳駅、芝山駅、士林駅、剣潭駅、円山駅、民権西路駅、双連駅、中山駅 （淡水線）
    - （新線開業） 新北投支線 北投駅 - 新北投駅 (1.2km)
    - （新駅開業） 新北投駅 （新北投支線）

### 4月
- 4月1日
  - 北海道旅客鉄道
    - （路線名改称） 留萌本線 ← 留萠本線
    - （駅名改称） 相内駅 ← 相ノ内駅、東相内駅 ← 東相ノ内駅（石北本線）
    - （駅名改称） 北一已駅 ← 北一己駅、留萌駅 ← 留萠駅（留萌本線）

  - 東日本旅客鉄道
    - （新駅開業） 八王子みなみ野駅（横浜線 相原駅 - 片倉駅間）

  - 西日本旅客鉄道
    - （路線廃止） 美祢線（大嶺支線） 南大嶺駅 - 大嶺駅 (2.8km)
    - （駅廃止） 大嶺駅（美祢線(大嶺支線)）
    - （信号場廃止） 松ヶ瀬信号場（美祢線）

  - 大阪高速鉄道
    - （延伸開業） 大阪モノレール線 柴原駅 - 大阪空港駅 (3.1km)
    - （新駅開業） 蛍池駅、大阪空港駅（大阪モノレール線）
    - （駅名改称） 宇野辺駅 ← 茨木駅（大阪モノレール線）

  - 富山地方鉄道
    - （駅名改称） 大川寺駅 ← 大川寺遊園駅（上滝線）

  - 三岐鉄道
    - （駅名改称・移転） 北勢中央公園口駅 ← 大長駅（三岐線）
- 4月30日
  - 大韓民国鉄道庁
    - （新駅開業） 素砂駅 (京仁線（1号線） 駅谷駅 - 富川駅間）

### 5月
- 5月10日
  - 関東鉄道
    - （ワンマン運転開始） 常総線 水海道駅 - 下館駅
- 5月22日
  - 京都市交通局
    - （駅名改称） 烏丸御池駅 ← 御池駅（烏丸線）

### 6月
- 6月3日
  - 京都市交通局 
    - （延伸開業） 烏丸線 国際会館駅 - 北山駅 (2.6km)
    - （新駅開業） 国際会館駅、松ヶ崎駅（烏丸線）
- 6月23日
  - 小田急電鉄　
    - （複々線化） 小田原線 喜多見駅 - 和泉多摩川駅

### 7月
- 7月1日
  - 京阪電気鉄道
    - （支社廃止） 大津支社
- 7月2日
  - 豊橋鉄道
    - （昇圧） 渥美線 (直流1,500V ← 直流600V)

### 8月
- 8月1日
  - こどもの国協会
    - （第三種鉄道事業譲渡） 東急こどもの国線 長津田駅 - こどもの国駅（横浜高速鉄道に譲渡）

  - 横浜高速鉄道
    - （第三種鉄道事業譲受） 東急こどもの国線 長津田駅 - こどもの国駅（こどもの国協会から譲受）
- 8月22日
  - 大阪高速鉄道
    - （延伸開業） 大阪モノレール線 南茨木駅 - 門真市駅 (7.9km)
    - （新駅開業） 沢良宜駅、摂津駅、南摂津駅、大日駅、門真市駅（大阪モノレール線）
- 8月29日
  - 大阪市交通局
    - （延伸開業） 長堀鶴見緑地線 大正駅 - 心斎橋駅 (2.8km)・鶴見緑地駅 - 門真南駅 (1.3km)
    - （新駅開業） 大正駅、大阪ドーム前千代崎駅（現・ドーム前千代崎駅）、西長堀駅、西大橋駅、門真南駅（長堀鶴見緑地線）
    - （駅名改称） 関目高殿駅 ← 関目駅、四天王寺前夕陽ヶ丘駅 ← 四天王寺前駅（谷町線）

### 9月
- 9月3日
  - 鹿児島市交通局
    - （駅名改称） 水族館口停留場 ← 県庁跡停留場（第一期線）
- 9月20日
  - 福井鉄道
    - （新駅開業） ハーモニーホール駅（福武線 浅水駅 - 江端駅間）
- 9月30日
  - 帝都高速度交通営団
    - （新線開業） 南北線 溜池山王駅 - 四ツ谷駅 (2.2km)
    - （新駅開業） 溜池山王駅（銀座線 虎ノ門駅 - 赤坂見附駅間、南北線）

  - 京阪電気鉄道
    - （複線化） 石山坂本線 穴太駅 - 坂本駅

### 10月
- 10月1日
  - 東日本旅客鉄道
    - （新線開業） 北陸新幹線 （長野行新幹線）高崎駅 - 長野駅 (117.4km)
    - （新駅開業） 佐久平駅（小海線 岩村田駅 - 中佐都駅間、北陸新幹線）
    - （新駅開業） あきた白神駅（五能線 滝ノ間駅 - 岩館駅間）
    - （新駅開業） 今井駅（信越本線 篠ノ井駅 - 川中島駅間）
    - （新駅開業） 安中榛名駅（北陸新幹線）
    - （路線廃止） 信越本線 横川駅 - 篠ノ井駅 (76.8km)（横川駅 - 軽井沢駅は廃止、軽井沢駅 - 篠ノ井駅はしなの鉄道に転換）
    - （駅廃止） 中軽井沢駅、信濃追分駅、御代田駅、平原駅、滋野駅、田中駅、大屋駅、西上田駅、坂城駅、戸倉駅、屋代駅（信越本線）
    - （信号場廃止） 熊ノ平信号場（信越本線）

  - しなの鉄道
    - （路線開業） しなの鉄道線 軽井沢駅 - 篠ノ井駅 (65.1km) （東日本旅客鉄道から転換）
    - （駅開業） 軽井沢駅、中軽井沢駅、信濃追分駅、御代田駅、平原駅、小諸駅、滋野駅、田中駅、大屋駅、上田駅、西上田駅、坂城駅、戸倉駅、屋代駅、篠ノ井駅（しなの鉄道線）

  - 土佐くろしお鉄道
    - （新線開業） 宿毛線 中村駅 - 宿毛駅 (23.6km)
    - （新駅開業） 具同駅、国見駅、有岡駅、工業団地駅、平田駅、東宿毛駅、宿毛駅（宿毛線）
- 10月12日
  - 京都市交通局 
    - （新線開業） 東西線 醍醐駅 - 二条駅 (12.7km)
    - （新駅開業） 醍醐駅、小野駅、椥辻駅、東野駅、山科駅、御陵駅、蹴上駅、東山駅、 三条京阪駅、京都市役所前駅、二条城前駅、二条駅（東西線）

  - 京阪電気鉄道
    - （昇圧） 石山坂本線・京津線 (1,500V ← 600V)
    - （駅移転・地下化） 御陵駅（京津線）
    - （路線廃止） 京津線 京津三条駅 - 御陵駅 (3.9km)
    - （駅廃止） 京津三条駅、東山三条駅、蹴上駅、九条山駅、日ノ岡駅（京津線）

### 11月
- 11月26日
  - 大邱広域市地下鉄公社
    - （新線開業） 大邱地下鉄1号線 辰泉駅 - 中央路駅 (10.3km)
    - （新駅開業） 辰泉駅、月背駅、上仁駅、月村駅、松峴駅、聖堂池駅、大明駅、アンジラン駅、顕忠路駅、嶺大病院駅、教大駅、明徳駅、半月堂駅、中央路駅（大邱地下鉄1号線）

### 12月
- 12月18日
  - 大阪港トランスポートシステム
    - （新線開業） テクノポート線 大阪港駅 - コスモスクエア駅 (2.4km)
    - （新線開業） ニュートラムテクノポート線 コスモスクエア駅 - 中ふ頭駅 (1.3km)
    - （新駅開業） 大阪港駅（テクノポート線）
    - （新駅開業） コスモスクエア駅（テクノポート線、ニュートラムテクノポート線）
    - （新駅開業） トレードセンター前駅、中ふ頭駅（ニュートラムテクノポート線）
- 12月19日
  - 東京都交通局
    - （延伸開業） 12号線（現・大江戸線） 練馬駅 - 新宿駅 (9.1km)
    - （新駅開業） 新江古田駅、落合南長崎駅、中井駅、東中野駅、中野坂上駅、西新宿五丁目駅、都庁前駅（12号線）
- 12月25日
  - 台北大衆捷運公司
    - （延伸開業） 淡水線 中山駅 - 台北駅
    - （新駅開業） 台北駅 （淡水線）
- 12月28日
  - 小田急電鉄
    - （営業キロ変更） 相模大野駅（江ノ島線、小田原線）

## 主なダイヤ改正

### 3月
- 3月8日
  - 西日本旅客鉄道
- 3月12日
  - 西武鉄道
- 3月18日
  - 近畿日本鉄道
- 3月22日
  - 北海道旅客鉄道・東日本旅客鉄道・西日本旅客鉄道・九州旅客鉄道
- 3月25日
  - 東武鉄道
    - 伊勢崎線に区間準急を新設。
    - 快速の停車駅に板倉東洋大前駅を、準急の停車駅に新越谷駅を追加。

### 4月
- 4月5日
  - 名古屋鉄道

### 5月
- 5月22日
  - 近畿日本鉄道

### 6月
- 6月23日
  - 小田急電鉄

### 9月
- 9月1日
  - 西日本旅客鉄道

### 10月
- 10月1日
  - 東日本旅客鉄道・東海旅客鉄道・西日本旅客鉄道・四国旅客鉄道
  - 土佐くろしお鉄道
- 10月4日
  - 京成電鉄
  - 京浜急行電鉄・東京都交通局
- 10月12日
  - 京阪電気鉄道
    - （直通運転開始） 京都市営地下鉄東西線京都市役所前駅 - 御陵駅 - 浜大津駅（京阪の車両による片乗り入れ）

### 11月
- 11月16日
  - 阪急電鉄・能勢電鉄
    - 梅田駅 - 能勢電鉄日生線日生中央駅間に直通特急「日生エクスプレス」運転開始。

  - 阪急電鉄
    - 宝塚本線に通勤急行・通勤準急を新設（双方とも現在とは停車駅が異なる）。
- 11月29日
  - 東日本旅客鉄道・東海旅客鉄道・西日本旅客鉄道・九州旅客鉄道・智頭急行

### 12月
- 12月11日
  - 近畿日本鉄道
- 12月18日
  - 大阪港トランスポートシステム・大阪市交通局・近畿日本鉄道
    - （相互直通運転開始） OTSテクノポート線・大阪市営地下鉄中央線・近鉄東大阪線 コスモスクエア駅 - 大阪港駅 - 長田駅 - 生駒駅

  - 大阪港トランスポートシステム・大阪市交通局
    - （相互直通運転開始） OTSニュートラムテクノポート線・大阪市交通局南港ポートタウン線 コスモスクエア駅 - 中ふ頭駅 - 住之江公園駅
- 12月24日
  - 東京都交通局
    - 新宿線で平日日中に急行の運転を開始。

## 災害・不通・事故など

### 4月
- 4月7日
  - 京浜急行電鉄
    - （災害・事故） 本線 京急田浦駅 - 安針塚駅間の切り通しで崖崩れが発生し、走行中の上り列車が脱線（京浜急行電鉄脱線事故）。

### 8月
- 8月12日
  - 東海旅客鉄道・日本貨物鉄道
    - （事故） 東海道本線 沼津駅 - 片浜駅間停止中の下り貨物列車に下り普通列車が衝突（東海道線片浜列車追突事故）。
- 8月25日
  - 弘南鉄道
    - （事故） 弘南線 館田駅構内で列車衝突事故発生（弘南鉄道弘南線列車正面衝突事故）。

### 10月
- 10月12日
  - 東日本旅客鉄道
    - （事故） 中央本線 大月駅構内で特急「スーパーあずさ13号」と入換中の回送車が衝突し脱線（大月駅列車衝突事故）。

### 11月
- 11月29日
  - 西日本旅客鉄道
    - （運転再開） 大糸線 南小谷駅 - 小滝駅（1995年7月11日の7.11水害により不通だった）

## 鉄道車両

### 運転開始・運転終了・さよなら運転
- 2月22日
  - 西武鉄道
    -  (さよなら運転) 701系・401系 (西武池袋・狭山線)

#### 3月
- 3月7日
  - 西日本旅客鉄道
    - （運転終了） 207系（片町線 京橋駅 - 片町駅）
- 3月8日
  - 西日本旅客鉄道
    - （運転開始） 207系（JR東西線 京橋駅 - 尼崎駅）
- 3月21日
  - 東日本旅客鉄道
    - （運転終了） キハ110系300番台（特急「秋田リレー」）

  - 九州旅客鉄道
    - （運転終了） 485系・783系・787系（特急「にちりん」 鹿児島本線 門司港駅 - 小倉駅）
- 3月22日
  - 北海道旅客鉄道
    - （運転開始） キハ283系（特急「スーパーおおぞら」）

  - 東日本旅客鉄道
    - （運転開始） E2系（東北新幹線 東京駅 - 盛岡駅(「やまびこ」のみ)）
    - （運転開始） E3系（東北新幹線・秋田新幹線 東京駅 - 盛岡駅 - 秋田駅(「こまち」のみ)
    - （運転開始） EF81形・24系（寝台特急「あけぼの」 高崎線・上越線・信越本線・羽越本線 大宮駅 - 高崎駅 - 宮内駅 - 新津駅 - 秋田駅）
    - （運転開始） 485系（特急「かもしか」）
    - （運転開始） 485系T編成（特急「みのり」）
    - （運転開始） 485系3000番台（特急「はくたか」）
    - （運転開始） 701系5000番台（田沢湖線 盛岡駅 - 大曲駅）
    - （運転終了） EF81形・24系（寝台特急「あけぼの」 東北本線・陸羽東線・奥羽本線 大宮駅 - 小牛田駅 - 新庄駅 - 秋田駅）
    - （運転終了） EF81形・24系（寝台特急「鳥海」）

  - 西日本旅客鉄道
    - （運転開始） 500系（山陽新幹線 新大阪駅 - 博多駅(「のぞみ」のみ)）
    - （運転開始） 485系300番台（特急「はくたか」）
    - （運転開始） 681系0番台（特急「はくたか」）

  - 北越急行
    - （運転開始） HK100形（上越線・ほくほく線・信越本線 越後湯沢駅 - 六日町駅 - 犀潟駅 - 直江津駅）
    - （運転開始） 681系2000番台（特急「はくたか」）
- 3月25日
  - 東武鉄道
    - （運転開始） 20070系（伊勢崎線・営団地下鉄日比谷線 東武動物公園駅 - 北千住駅 - 中目黒駅）
- 3月31日
  - 西日本旅客鉄道
    - （運転終了） キハ23形（美祢線(大嶺支線) 南大嶺駅 - 大嶺駅）

#### 4月
- 4月1日
  - 大阪高速鉄道
    - （運転開始） 1000系（大阪モノレール線 柴原駅 - 大阪空港駅）

#### 6月
- 6月3日
  - 京都市交通局
    - （運転開始） 10系（烏丸線 国際会館駅 - 北山駅）

  - 近畿日本鉄道
    - （運転開始） 3200系（京都市営地下鉄烏丸線 国際会館駅 - 北山駅）

#### 7月
- 7月1日
  - 豊橋鉄道
    - （運転終了） 1730系・1750系・1800系・1810系・1900系（渥美線 新豊橋駅 - 三河田原駅）
- 7月2日
  - 豊橋鉄道
    - （運転開始） 7300系（渥美線 新豊橋駅 - 三河田原駅）

#### 8月
- 8月29日
  - 大阪市交通局
    - （運転開始） 70系（長堀鶴見緑地線 大正駅 - 心斎橋駅・鶴見緑地駅 - 門真南駅）

#### 9月
- 9月30日
  - 東日本旅客鉄道
    - （運転終了） E1系（「Maxあおば」）
    - （運転終了） 200系（「あおば」）
    - （運転終了） 115系（信越本線 横川駅 - 軽井沢駅）
    - （運転終了） 165系（急行「赤倉」）
    - （運転終了） 183系・189系（特急「あさま」）
    - （運転終了） 185系200番台（快速「信州リレー」）

  - 西日本旅客鉄道
    - （運転終了） 489系（特急「白山」）

  - 帝都高速度交通営団
    - （運転開始） 9000系（南北線 溜池山王駅 - 四ツ谷駅）

#### 10月
- 10月1日
  - 東日本旅客鉄道
    - （運転開始） E2系（上越新幹線・北陸新幹線 東京駅 - 高崎駅 - 長野駅(「あさま」のみ)）
    - （運転開始） 183系・189系（特急「みのり」・快速「信越リレー妙高」）

  - 四国旅客鉄道
    - （運転開始） 2000系（特急「あしずり」・「しまんと」・「南風」 土佐くろしお鉄道宿毛線 中村駅 - 宿毛駅）

  - 土佐くろしお鉄道
    - （運転開始） 2000系（特急「南風」 宿毛線 中村駅 - 宿毛駅）
    - （運転開始） TKT-8000形（宿毛線 中村駅 - 宿毛駅）
- 10月11日
  - 京阪電気鉄道
    - （運転終了） 80形・600形・700形（京津線 京津三条駅 - 浜大津駅）
    - （運転終了） 260形（石山坂本線 石山寺駅 - 坂本駅/京津線 京津三条駅 - 浜大津駅）
    - （運転終了） 350形（石山坂本線 石山寺駅 - 坂本駅）
- 10月12日
  - 京都市交通局
    - （運転開始） 50系（東西線 醍醐駅 - 二条駅）

  - 京阪電気鉄道
    - （運転開始） 800系（京津線・京都市営地下鉄東西線 浜大津駅 - 御陵駅 - 京都市役所前駅）

#### 11月
- 11月29日
  - 西日本旅客鉄道
    - （運転開始） 500系（東海道新幹線 東京駅 - 新大阪駅(「のぞみ」のみ)）

  - 九州旅客鉄道
    - （運転開始） 783系（特急「かもめ」 鹿児島本線 門司港駅 → 小倉駅）
    - （運転終了） ED76形・14系（寝台特急「はやぶさ」 鹿児島本線 熊本駅 - 西鹿児島駅）
    - （運転終了） ED76形・14系（寝台特急「富士」 日豊本線 大分駅 - 南宮崎駅）

#### 12月
- 12月18日
  - 大阪港トランスポートシステム
    - （運転開始） OTS系（テクノポート線・大阪市営地下鉄中央線・近鉄東大阪線 コスモスクエア駅 - 大阪港駅 - 長田駅 - 生駒駅）
    - （運転開始） OTS100系（ニュートラムテクノポート線・大阪市交通局南港ポートタウン線 コスモスクエア駅 - 中ふ頭駅 - 住之江公園駅）
- 12月19日
  - 東京都交通局
    - （運転開始） 12-000形（12号線 練馬駅 - 新宿駅）
- 12月20日
  - 東日本旅客鉄道
    - （運転開始） E4系（東北新幹線 東京駅 - 盛岡駅）

### 新系列・新形式
- 北海道旅客鉄道
  - キハ283系気動車
  - キハ160形気動車
- 東日本旅客鉄道
  - E4系新幹線電車「Max」
  - E653系電車
- 東海旅客鉄道
  - 700系新幹線電車
- 西日本旅客鉄道
  - 500系新幹線電車
- 日本貨物鉄道
  - EH500形電気機関車
  - コキ106形貨車
  - タキ1100形貨車
- 東武鉄道
  - 30000系電車
  - 20070系電車
- 名古屋鉄道
  - モ780形電車
- 京阪電気鉄道
  - 800系電車
  - 9000系電車
- 近畿日本鉄道
  - 5800系電車
- 山陽電気鉄道
  - 5030系電車
- 京都市交通局
  - 50系電車
- 大阪港トランスポートシステム
  - OTS系電車
  - OTS100系電車
- 関東鉄道
  - キハ2000形気動車
- 北越急行
  - HK100形電車
- 江ノ島電鉄
  - 10形電車
- 熊本市交通局
  - 9700形電車
- 広島電鉄
  - 3950形電車
- 叡山電鉄
  - 900系電車
- 東京モノレール
  - 2000形電車
- 大邱広域市地下鉄公社
  - 1000系電車

### 譲渡形式
- 高松琴平電気鉄道←京王帝都電鉄
  - 1100形電車
- 豊橋鉄道←名古屋鉄道
  - 7300系電車
- 福井鉄道←名古屋市交通局
  - 600形電車
- 近江鉄道←西武鉄道
  - 820系電車

### 消滅形式
- 東日本旅客鉄道
  - EF63形電気機関車
- 日本貨物鉄道
  - タキ24700形貨車
- 西武鉄道
  - 701・801系電車
  - 401系電車 (2代)
- 名古屋鉄道
  - 7300系電車
  - ク2320形電車
  - モ550形電車
- 近畿日本鉄道
  - 11400系電車
- 京阪電気鉄道
  - 80形電車
  - 260形電車
  - 350形電車
- 南海電気鉄道
  - 21000系電車
- 豊橋鉄道
  - 1900系電車、1810系電車、1800系電車（初代）、1750系電車、1730系電車、1700系電車（昇圧に伴う）
- 長野電鉄
  - 0系電車
- 富士急行
  - 5700形電車
  - 3100形電車
- 秩父鉄道
  - 300系電車
- 東京モノレール
  - 600形電車
- 箱根登山鉄道
  - モハ3形電車
- 小湊鉄道
  - キハ5800形気動車
- 日立電鉄
  - モハ9形電車
- 高松琴平電気鉄道
  - 950形電車
- 大韓民国鉄道庁
  - 日本製動車

### 受賞
- ブルーリボン賞：該当車なし
- ローレル賞：北海道旅客鉄道731系電車
- グローリア賞：島原鉄道